# Treshchiny Zapadnja
Treshchiny Zapadnja (englische Transkription von russisch Трещины Западня Treschtschiny Sapadnja, deutsch ‚Fallenrinne‘) ist eine Gletscherspalte des antarktischen Eisschilds im ostantarktischen Coatsland. Sie liegt nördlich des Slessor-Gletschers.
Russische Wissenschaftler benannten sie. 